# 크리스티안 베주이덴하우트
크리스티안 베주이덴하우트(Kristian Bezuidenhout)은 오스트레일리아의 피아노 연주자이다. 그는 1979 년 남아프리카에서 태어나 호주에서 공부를 시작하여 이스트만 음악 학교에서 졸업했으며 현재 런던에 살고 있다. 레베카 페니스와 함께 현대 피아니스트로 초기 연구를 마친 후 그는 아서 하스와 하프시 코드를, 말콤 빌슨과 포르테 피아노를 공부하면서 초기 키보드를 탐구했다.